# عقد بطنية
العقد البطنية أو العقد الجوفية (بالإنجليزية: Celiac ganglia)‏ هما كُتلتان كبيرتان غير مُنتظمتي الشكل من النسيج العصبي، يقعان في الجزء العلوي من البطن. تُعتبر العقد البطنية أكبر العقد في الجهاز العصبي الذاتي التابع للجهاز العصبي الودي. تُعصب هذه العقد مُعظم القناة الهضمية.
تمتلك هذه العقد مظهرَ الغدد اللمفاوية، حيثُ تقع على جانبي الخط الناصف أمام سيقان الحجاب الحاجز، وتكونُ على مقربةٍ من الغدد الكظرية. العقدة الموجودة على الجانب الأيمن تقعُ وراء الوريد الأجوف السفلي.

## معرض صور

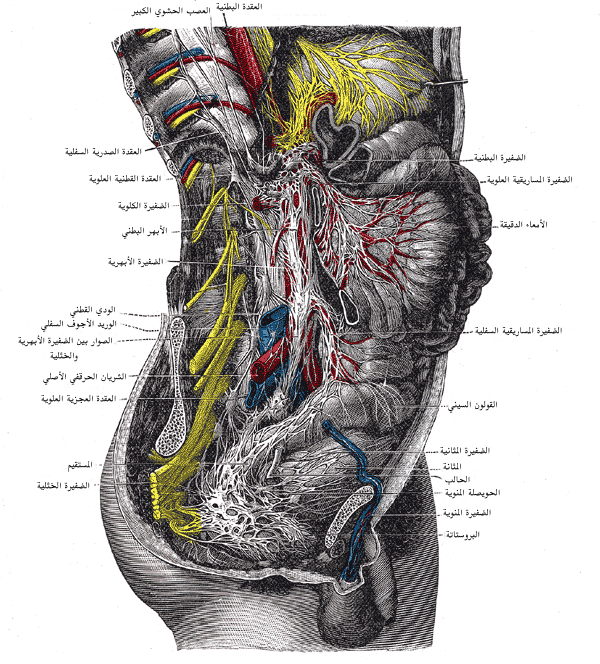
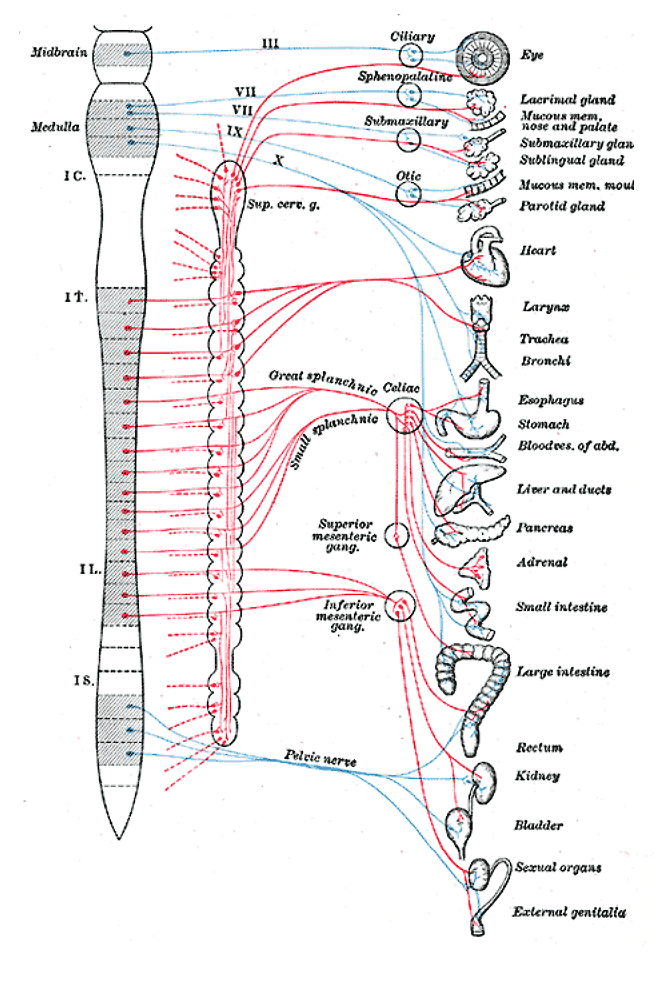
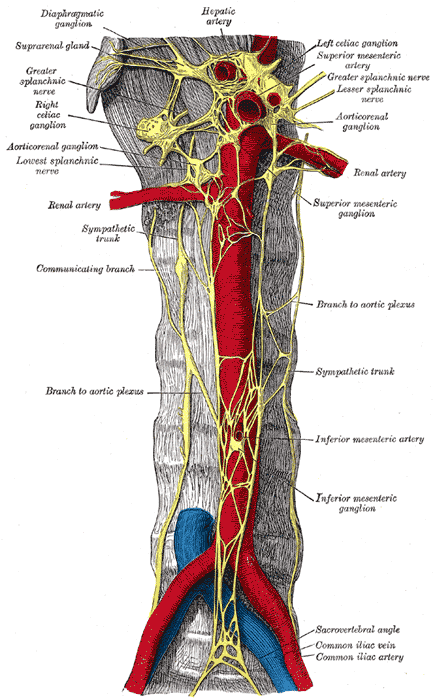

## وصلات خارجية
- صور تشريحية:40:10-0101 في مركز داونستيت الطبي التابع لجامعة نيويورك
- تشريح دارتموث figures/chapter_30/30-5.HTM
- تشريح دارتموث figures/chapter_32/32-6.HTM
- فسيولوجيا: 6/6ch2/s6ch2_30 - أساسيات فسيولوجيا الإنسان